# رجم‌الشرائره
رجم‌الشرائره (به عربی: رجم الشرائرة) یک منطقهٔ مسکونی در اردن است که در استان امان واقع شده‌است.